# 井田正道
井田 正道（いだ まさみち、1960年12月27日 - ）は、日本の政治学者。明治大学政治経済学部教授。専門は計量政治学（選挙分析、政治意識・世論研究）。日本学術会議連携会員。

## 略歴
東京都生まれ。早稲田大学商学部卒、明治大学大学院政治経済学研究科博士後期課程単取得退学。常磐大学専任講師、明治大学専任講師、助教授を経て現職。2012年～2014年デューク大学客員研究員

## 著書

### 単著
- 『日本政治の潮流―大統領制化・二大政党化・脱政党―』北樹出版　2007年
- 『政治・社会意識の現在―自民党一党優位の終焉と格差社会―』北樹出版　2008年
- 『世論調査を読む　Ｑ＆Ａから見る日本人の”意識”』明治大学出版会　2013年
- 『アメリカ分裂』明治大学出版会　2017年
- 『日本政治の展開』北樹出版　2018年

### 編著
- （竹尾隆）『政治学の世界』八千代出版 1997年
- （竹尾隆）『現代政治をみる眼』八千代出版 2002年
- （和田格）『情報リテラシーテキスト』培風館　2009年
- 『変革期における政権と世論』北樹出版　2010年

### 共著
- 竹尾隆『現代政治の諸相』八千代出版 1992年
- 三田清『概説 国民と政治』学術図書出版社 1994年
- 藤本一美『クリントンとアメリカの変革』東信堂 1995年
- 堀江湛『日本の選挙と政党政治』北樹出版 1997年
- 三田清『概説 官僚制と政治過程』学術図書出版社 1999年
- 市川宏雄『図解 東京都を読む事典』東洋経済新報社 2002年
- 河田潤一・荒木義修『ハンドブック政治心理学』北樹出版 2003年
- 堀江湛『政治学・行政学の基礎知識』一藝社 2004年
- 三田清『概説 現代日本の政治と地方自治』学術図書出版社 2005年
- 明治大学政治経済学部創設百周年叢書刊行委員会『アジア学への誘い』御茶の水書房 2008年
- L. Willnat and A. Aw, Political Communication in Asia, New York:Routledge,2009
- 等松春夫・竹本知行『ファンダメンタル政治学』北樹出版　2010年
- R.Shiratori,M.Rozumny and K.Hashimoto, Building Democracies: Ukraine and Japan, Kyiv: Phoenix,NISS, 2016
- 堀江湛・加藤秀治郎『政治学小辞典』一藝社 2019年
- 加藤秀治郎・永山博之『名著で学ぶ政治学』一藝社 2024年

### その他
- 「保守票自民候補に集中」『朝日新聞』2003年11月11日
- 「２大政党反映されるか」『東京新聞』2005年06月02日
- 「風吹かず投票率懸念」　『東京新聞』2005年06月28日
- 「今なぜ選挙権引き下げか？」『東京新聞』『中日新聞』2008年1月13日
- 「自民勝ちすぎの意識働く？」『朝日新聞』2015年2月1日
- 「参院選挙制度改革」『日本海新聞』2015年7月2日
- 「争点　過去に比べ多い」『読売新聞』2017年6月24日
- 「核となる野党が必要」『徳島新聞』2019年8月3日
- 「若者は改革力に期待」『日本経済新聞』2021年11月5日
- 「政治への不信　すでに岩盤化」『日本経済新聞』2024年5月6日